# Litzelröder
Litzelröder ist eine Siedlung, die zur Kernstadt Lindenfels im Odenwald im Landkreis Bergstraße in Hessen gehört.

## Geographische Lage
Litzelröder liegt als Siedlung am nördlichen Stadtrand der Kernstadt Lindenfels im Vorderen Odenwald und ist mit dieser über die als Nibelungenstraße bekannte Bundesstraße 47 verbunden. Der Ort liegt östlich der Bundesstraße zwischen dem Buch (535,3 m ü. NN) im Norden und dem Schenkenberg (479,6 m ü. NN) im Süden, deren Waldgebiete bis in Siedlungsnähe reichen, am steilen westexponierten Hang. Im Osten reicht die Siedlung bis zur Bismarckwarte auf der Litzelröder Höhe (452 m ü. NN), die dort im Jahr 1907 als Aussichtsturm fertiggestellt wurde. Litzelröder ist ein reiner Wohnort, überwiegend mit Einfamilienhäusern mit hervorragendem Blick in Richtung Bergstraße bebaut, fast vollständig ohne gewerbliche oder öffentliche Einrichtungen.  
Die Siedlung Litzelröder wird von Westen her vom Kirschenweg erschlossen, der von der Nibelungenstraße abzweigt und ganz Litzelröder mit drei Spitzkehren bis zur Bismarckwarte durchzieht. Von Süden her aus Richtung der Kernstadt zweigt der Buchweg von der Nibelungenstraße ab und mündet in den unteren Kirschenweg. Von diesen zwei Hauptwegen zweigen drei Stichstraßen ab: Am Buchacker, Fichtenweg und Birkenweg. Nach der Anzahl der Hausnummern in diesen fünf Straßen umfasst die Siedlung Litzelröder 90 bewohnte Liegenschaften.
Die nächstgelegenen Ortschaften sind die Kernstadt Lindenfels im Süden, Schlierbach im Südwesten, Winkel im Westen und Winterkasten im Norden.

## Geschichte
Der Name der Siedlung ist als Flurname uff der Lürtzenröder schon seit dem Jahr 1585 urkundlich nachgewiesen.